# Farwell (Texas)
Farwell település az Amerikai Egyesült Államok Texas államában, Parmer megyében, melynek megyeszékhelye is. Lakosainak száma 1425 fő (2020. április 1.).

## Népesség
A település népességének változása:

| 2010 | 1 363 |
| 2020 | 1 425 |